# Rafel Genestar Serra
Fra Rafel Genestar Serra (27 desembre 1916, Moscari, Selva, Mallorca - 7 gener 1997, Palma, Mallorca) fou un franciscà mallorquí del Tercer Orde Regular de Sant Francesc (TOR) i botànic.
Genestar ingressà al convent franciscà de La Porciúncula el 1928, vestí l'hàbit de TOR el 1933 i fou ordenat sacerdot el 1940. Es doctorà en biologia a la Universitat Central de Madrid (ara Universitat Complutense) el 1956 amb la tesi Contribución al estudio de las levaduras de taninos, on es descriuen dos llevats que descobrí, Endomycopsis balearica i Candida majoricensis. Fou el tercer president de la Societat d'Història Natural de les Balears (1957-58). Entre 1955 i 1985 fou professor de Ciències Naturals a diferents centres d'ensenyament secundari de Mallorca. Publicà el 1985 Flora mediterrània occidental, un estudi taxonòmic amb claus dicotòmiques a on es donen descripcions d'unes 3200 espècies vegetals, amb els seus noms científics, vulgars baleàrics, catalans, castellans i francesos, i amb 600 il·lustracions.